# Okres Krupina
Krupina is een district (Slowaaks: Okres) in de Slowaakse regio Banská Bystrica. De hoofdstad is Krupina. Het district bestaat uit twee steden (Slowaaks: Mesto) en 34 gemeenten (Slowaaks: Obec).

## Steden
- Dudince
- Krupina

## Lijst van gemeenten
| - Bzovík - Cerovo - Čabradský Vrbovok - Čekovce - Devičie - Dolné Mladonice - Dolný Badín - Domaníky - Drážovce - Drienovo - Hontianske Moravce - Hontianske Nemce | - Hontianske Tesáre - Horné Mladonice - Horný Badín - Jalšovík - Kozí Vrbovok - Kráľovce-Krnišov - Lackov - Ladzany - Lišov - Litava - Medovarce - Rykynčice | - Sebechleby - Selce - Senohrad - Sudince - Súdovce - Terany - Trpín - Uňatín - Zemiansky Vrbovok - Žibritov |

Banská Bystrica · Banská Štiavnica · Brezno · Detva · Krupina · Lučenec · Poltár · Revúca · Rimavská Sobota · Veľký Krtíš · Žarnovica · Žiar nad Hronom · Zvolen